# Pantaclo

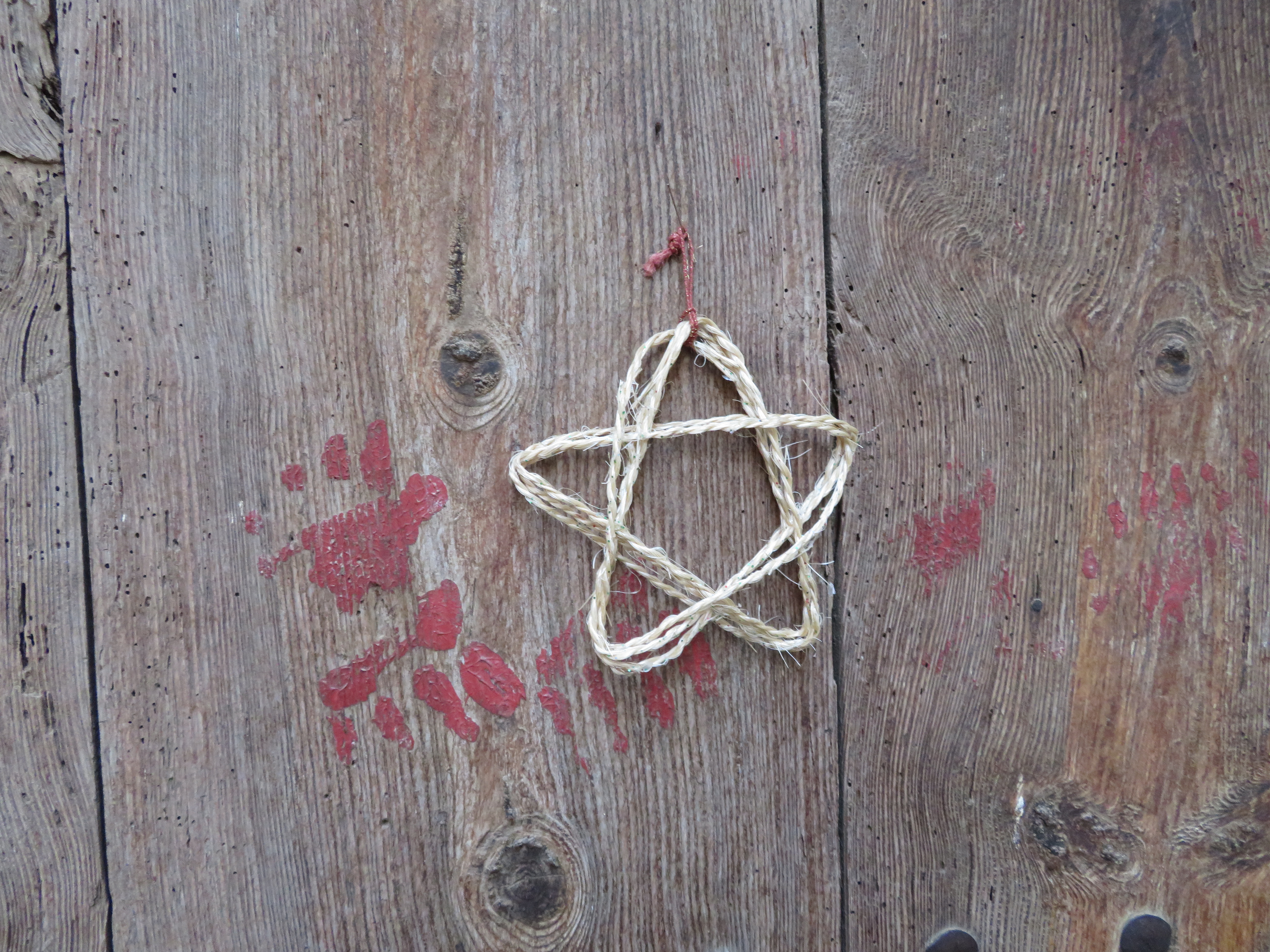
Pentalfa

Un pantaclo o pentalfa ha sido usado como un amuleto o talismán contra las fuerzas malignas, que grabado en una puerta impide la entrada de malos espíritus.
Pantaclo y pentalfa han tenido diferentes significados a lo largo del tiempo y a través de diferentes doctrinas:
- Pitagóricos: un pantaclo es la estrella de cinco puntas que reproduce la letra A (Alpha) en sus cinco lados y era considerado un emblema de salud. También llamado  pentagrama, Pentalfa de Pitágoras o Pentángulo de Salomón.
- Masones: un pentalfa es el contorno o el origen de la estrella de cinco puntas, y un emblema de la Comunidad.[3]
- Ocultistas y cabalistas: un pantaclo es una representación del Hombre o Microcosmo y ha sido usado como talismán contra malos espíritus.
- Teólogos cristianos: un pentalfa representa las  cinco llagas de Cristo.
- Filósofos esotéricos: un pantaclo es un símbolo del Ego o Manas superior.